# Adam Daszkiewicz
Adam Daszkiewicz, ros. Адам Григорьевич Дашкевич (ur. 15 maja?/27 maja 1895 w Grodnie, zm. 20 kwietnia 1953 w Sołniecznogorsku) – pułkownik Armii Czerwonej i Wojska Polskiego.
Od sierpnia 1915 roku, w czasie I wojny światowej, walczył w szeregach armii rosyjskiej. 16 marca 1916 roku ukończył szkołę proporszczyków. We wrześniu 1918 roku wstąpił do Armii Czerwonej, w której szeregach walczył z tzw. obcą interwencją. Od września 1920 roku do września 1923 roku był słuchaczem Akademii Wojskowej im. Frunzego. Po ukończeniu akademii został oficerem do osobistych zleceń Ludowego Komisarza Obrony.
W maju 1942 roku został dowódcą 53 Rejonu Umocnionego (ros. 53 укрепленный район), który został sformowany na terenie Moskiewskiego Okręgu Wojskowego. 10 września 1942 roku został ranny. Od 10 października do 19 grudnia 1942 roku dowodził 270 Dywizją Strzelców (ros. 270-я стрелковая дивизия), która została utworzona na bazie 53 Rejonu Umocnionego. W styczniu 1943 roku został wyznaczony na stanowisko zastępcy dowódcy 25 Dywizji Piechoty Gwardii do spraw liniowych. Od 2 sierpnia do 6 września 1943 roku pełnił obowiązki dowódcy tej dywizji. W końcu września 1943 roku powrócił do Akademii Wojskowej im. Frunzego na stanowisko starszego wykładowcy Katedry Taktyki Ogólnej.
W czasie II wojny światowej został skierowany do tworzonego ludowego Wojska Polskiego, w którym pełnił początkowo funkcję zastępcy dowódcy 2 Dywizji Piechoty do spraw liniowych. W okresie od 8 września 1944 roku do 10 kwietnia 1945 roku był szefem sztabu 2 Armii WP. Po zakończeniu wojny wyjechał do Związku Radzieckiego.

## Ordery i odznaczenia
- Order Czerwonej Gwiazdy - 3 października 1943
- Medal „Za obronę Moskwy”
- Medal jubileuszowy „XX lat Robotniczo-Chłopskiej Armii Czerwonej” - 1938